# Paranirvana
El Paranirvana representa la culminació del camí espiritual i l'alliberament total del sofriment. És l'estat de pau i transcendència que s'aconsegueix després de la mort física d'un ser que prèviament ha aconseguit arribar al Nirvana. Segons la concepció budista, l'alliberament es pot obtenir aquí en la terra, en vida (nirvana), i també més enllà de la mort física del cos una vegada aconseguit el primer (paranirvana). Aquestes dues fases són part d'un mateix procés: una provisional i una altra definitiva. Sempre és necessari passar per la primera per a aconseguir, després de la mort, la segona.